# اندری میخیلیچنکو
اندری میخیلیچنکو (انگلیسی: Andriy Mykhailychenko؛ زادهٔ ۱۱ اوت ۱۹۸۱) ورزشکار ژیمناستیک اهل اوکراین است.